# Joachim Rønning
Joachim Rønning (Sandefjord, 30 de maio de 1972) é um cineasta norueguês. Como reconhecimento, foi nomeado ao Oscar 2013 na categoria de Melhor Filme Estrangeiro por Kon-Tiki.
Crescendo nos anos oitenta em Sandefjord, uma pequena cidade ao sul de Oslo, na Noruega, Joachim Rønning passou seu tempo livre fazendo curtas-metragens com a câmera de vídeo doméstico de 30 libras do pai - um dos poucos encargos por ser o primeiro da geração de vídeos.
Em 1992, ele estudou na Stockholm Film School, na Suécia - se formou em 1994. Mais tarde naquele ano, Rønning cumpriu seu período obrigatório nas Forças Armadas, fazendo filmes de "propaganda" para o Exército Real da Noruega.
Em 1995, ele começou a dirigir comerciais e videoclipes profissionalmente em Oslo com seu amigo de infância, Espen Sandberg. Eles foram chamados ROENBERG - seus sobrenomes reunidos. Seu extenso e premiado trabalho em comerciais na Escandinávia levou a importantes comissões internacionais, como anúncios para Airbus, Nintendo, Coca Cola, GE e Nokia.
Rønning estabeleceu-se no mercado comercial de filmes americanos com vagas para a Capital One, Labatt e, especialmente, com o vencedor da votação do USA Today Superbowl 2001 Viewer 'Rex' para a Budweiser. Em 2008, ele ganhou o Lions em Cannes por seu comercial Hydro - 'Train Loop'.
Em dezembro de 2008, estreou o primeiro longa-metragem norueguês de Rønning - MAX MANUS. Um drama da Segunda Guerra Mundial, conta a história verdadeira do famoso sabotador norueguês Max Manus e sua batalha para superar seus demônios interiores. MAX MANUS subiu para se tornar o filme norueguês com maior bilheteria de todos os tempos, quebrando recordes de bilheteria ao vender mais de 1,2 milhão de ingressos somente na Noruega - o que significa que 25% da população do país foi e assistiu nos cinemas. MAX MANUS estreou na América do Norte no Toronto International Film Festival em 2009.
KON-TIKI se tornou o próximo épico do diretor. Produzida por Jeremy Thomas e Aage Aaberge, em cooperação com a Recorded Picture Company e a Nordisk Film, é a verdadeira história do lendário explorador Thor Heyerdahl e sua épica travessia do Pacífico em uma balsa de madeira balsa em 1947. KON-TIKI estreou no Toronto Festival Internacional de Cinema em setembro de 2012.
Em 2013, KON-TIKI fez história quando, como o primeiro filme norueguês de todos os tempos, recebeu indicações ao Globo de Ouro e ao Oscar na categoria língua estrangeira.
Depois de KON-TIKI, Joachim Rønning dirigiu PIRATES OF THE CARIBBEAN: Dead Men não conta histórias para a Disney e o produtor Jerry Bruckheimer. O filme estreou em maio de 2017, tornando-se um dos 10 filmes com maior bilheteria do ano, com quase US $ 800 milhões em receitas de bilheteria em todo o mundo.
Abr - 2018